# Huang Shejiao
Huang Shejiao (chiń. 黄舍骄) – chiński dyplomata.
Ambasador Chińskiej Republiki Ludowej w Republice Rwandy między czerwcem 1993 a październikiem 1996. Następnie ambasador w Demokratycznej Republice Konga od grudnia 1996 do grudnia 1997.